# 岩鲤碘泡虫
岩鲤碘泡虫（学名：Myxobolus procypris）为碘泡科碘泡虫属的动物。在中国，分布于四川等，营寄生生活，寄生在岩原鲤的肾。